# Severance (Colorado)
Severance és una població dels Estats Units a l'estat de Colorado. Segons el cens del 2000 tenia 597 habitants.

## Demografia
Segons el cens del 2000, Severance tenia 597 habitants, 201 habitatges, i 162 famílies. La densitat de població era de 111,4 habitants per km².
Dels 201 habitatges en un 52,2% hi vivien nens de menys de 18 anys, en un 69,7% hi vivien parelles casades, en un 8,5% dones solteres, i en un 19,4% no eren unitats familiars. En el 12,9% dels habitatges hi vivien persones soles l'1,5% de les quals corresponia a persones de 65 anys o més que vivien soles. El nombre mitjà de persones vivint en cada habitatge era de 2,97 i el nombre mitjà de persones que vivien en cada família era de 3,31.
Per edats la població es repartia de la següent manera: un 35% tenia menys de 18 anys, un 5,5% entre 18 i 24, un 41,4% entre 25 i 44, un 14,7% de 45 a 60 i un 3,4% 65 anys o més.
L'edat mediana era de 30 anys. Per cada 100 dones de 18 o més anys hi havia 100 homes.
La renda mediana per habitatge era de 50.625 $ i la renda mediana per família de 55.781 $. Els homes tenien una renda mediana de 40.375 $ mentre que les dones 26.645 $. La renda per capita de la població era de 17.625 $. Entorn del 2,8% de les famílies i el 7,5% de la població estaven per davall del llindar de pobresa.

## Poblacions més properes
El següent diagrama mostra les poblacions més properes.